# Thor Freudenthal
Thor Freudenthal (Berlim, 20 de outubro de 1972) é um diretor e roteirista de cinema alemão.

## Biografia
Criado na Alemanha Ocidental, em Berlim, ele frequentou a Academia de Artes de Berlim, e mais tarde mudou-se para o sul da Califórnia como estudante de intercâmbio na CalArts. Ele começou como um diretor de animação em curtas-metragens como Mind the Gap, Monkey Business e The Tenor. Também trabalhou em obra de arte conceitual/visual na Sony Pictures Animation em filmes como Stuart Little, Os ChubbChubbs! e Stuart Little 2. Trabalhou mais tarde como co-diretor na Disney, em The Haunted Mansion. Em 2005, dirigiu o curta-metragem Motel, que foi seu primeiro filme em live-action. Em seguida, ele dirigiu o filme Um Hotel Bom Pra Cachorro, em 2009, desta vez, para a DreamWorks Pictures. Em 2010, Thor dirigiu seu filme de maior sucesso: o longa-metragem live-action/animação Diário de um Banana, baseado no livro de Jeff Kinney.

## Percy Jackson
Em 2013, Thor Freudenthal dirigiu seu maior projeto até agora: Percy Jackson: Sea of Monsters, a sequência da série de adaptações cinematográficas da saga de livros Percy Jackson & the Olympians, escrita por Rick Riordan. O filme foi lançado em 7 de agosto de 2013 nos Estados Unidos. Nesta produção, assim como em Diário de um Banana, Thor esteve em parceria com a 20th Century Fox.

## Filmografia
| Ano  | Filme                             | Créditos                                       |
| ---- | --------------------------------- | ---------------------------------------------- |
| 1994 | Mind the Gap                      | Diretor, Roteirista                            |
| 1996 | Monkey Business                   | Diretor, Roteirista                            |
| 1998 | The Tenor                         | Diretor, Roteirista                            |
| 1999 | O Pequeno Stuart Little           | Criador e Desenvolvedor de Efeitos Especiais   |
| 2002 | The ChubbChubbs!                  | Design dos Personagens, Artista de Storyboards |
| 2002 | O Pequeno Stuart Little 2         | Artista Conceitual                             |
| 2003 | A Casa Mal-Assombrada             | Diretor de segunda unidade                     |
| 2005 | Motel                             | Diretor, Roteirista                            |
| 2009 | Um Hotel Bom Pra Cachorro         | Diretor                                        |
| 2010 | Diário de um Banana               | Diretor, Artista de Storyboards                |
| 2013 | Percy Jackson e o Mar de Monstros | Diretor                                        |

## Premiações
| Ano  | Resultado | Premiação                          | Categoria             | Título                 |
| ---- | --------- | ---------------------------------- | --------------------- | ---------------------- |
| 2005 | Ganhou    | EUA Comedy Arts Festival           | Filme Revelação       | Motel (2005)           |
| 1997 | 3º Lugar  | Würzburg Internacional Filmweekend | Prêmio Curta-Metragem | Monkey Business (1996) |